# Няжлов (река)
Няжлов е река в Румъния, приток на река Арджеш, в която се влива близо до село Комана. Извира от планина Подишул Гетик и е дълга 186 km.
Тук на 29 – 30 ноември 1916 г. българските 1-ва и 12-а дивизии от Дунавската армия сразяват главните румънски сили при настъплението към Букурещ.

## Населени пунктове
Оаря, Силищя, Фурдуещ, Чюпа-Мънкулеску, Нежновелу, Мортени, Няжнолове, Петрещ, Улиещ, Корби Мари, Вънътори Мич, Клежани, Булбуката, Сингурени, Йепурещ, Кълугърени, Комана, Букшани

## Езера
Комана